# Chiến dịch Từ Táo
Chiến dịch Từ Táo (chữ Hán: 磁灶戰役, Từ Táo chiến dịch) là một chiến dịch diễn ra trong 3 ngày 25 đến 26 tháng 5 năm 1651 giữa quân Nam Minh và quân Thanh tại Từ Táo (nay thuộc Long Hải, Chương Châu). Kết quả quân Nam Minh do Trịnh Thành Công thống lĩnh đã đại phá thành công quân Thanh và chiếm được Hải Trừng.

## Diễn biến
Thuận Trị năm thứ 7 (năm 1651) tháng 5, Trịnh Thành Công soái lĩnh quân Trịnh tiến đánh Hải Đăng (nay là Long Hải phố). Thanh tổng binh Chương Châu là Vương Bang Tuấn cũng soái 1000 kỵ binh và 2000 bộ binh tại các vùng phụ cận Từ Táo ứng chiến. Trịnh Thành Công dự đoán Vương Bang Tuấn kiêu ngạo khinh địch nên quyết định sử dụng chiến thuật phục kích phá địch. Trịnh Thành Công cho quân mai phục tại phía nam và bắc núi Từ Táo rồi phái một đạo quân ra ứng chiến dụ địch. Quả nhiên quân Thanh trúng kế bị bao vây, tuy nhiên quân Thanh dựa vào ưu thế kỵ binh ngoan cường chiến đấu. Nhưng Trịnh Thành Công đã sớm trang bị đằng giáp binh để đối phó với kỵ binh Mãn Thanh, quân Trịnh toàn lực tấn công mãnh liệt. Quân Thanh đại bại, Vương Bang Tuấn dẫn tàn quân tháo chạy về thành Chương Châu. Quân Trịnh giành chiến thắng tại núi Từ Táo.
Chiến thắng Từ Táo tại Mân Nam đã cổ vũ sĩ khí nghĩa quân kháng Thanh, các tướng cũ của họ Trịnh là Hoàng Ngô và Hoàng Hưng quy hàng Trịnh Thành Công.